# Oleksandr Hvozdyk
Oleksandr Serhijovytj Hvozdyk (ukrainska: Олекса́ндр Сергі́йович Гво́здик), född 15 april 1987 i Charkov, Ukrainska SSR, Sovjetunionen, är en ukrainsk boxare som tog OS-brons i lätt tungviktsboxning 2012 i London. 

## Meriter

### Olympiska sommarspelen 2012
- Huvudartikel: Boxning vid olympiska sommarspelen 2012

| Boxare            | Gren          | Sextondelsfinal            | Åttondelsfinal       | Kvartsfinal             | Semifinal                   | Final                | Final     |
| Boxare            | Gren          | Motståndare Resultat       | Motståndare Resultat | Motståndare Resultat    | Motståndare Resultat        | Motståndare Resultat | Placering |
| ----------------- | ------------- | -------------------------- | -------------------- | ----------------------- | --------------------------- | -------------------- | --------- |
| Oleksandr Hvozdyk | Lätt tungvikt | Dauhaliavets (BLR) W 18–10 | Bravo (NCA) W 18–6   | Benchabla (ALG) W 19–17 | Niyazymbetov (KAZ) L 13–13+ | Gick inte vidare     | 3         |